# Sobór Narodzenia Matki Bożej w Suzdalu
Sobór Narodzenia Matki Bożej – prawosławny sobór w Suzdalu, w obrębie Kremla suzdalskiego. Najstarsza budowla w mieście.

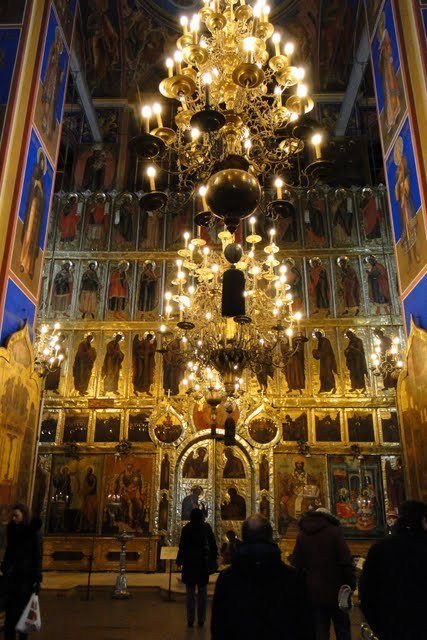
Ikonostas

Sobór w Suzdalu powstał na miejscu starszej cerkwi Zaśnięcia Matki Bożej, której fundatorem był Włodzimierz Monomach, a która z powodu zbyt słabych fundamentów musiała zostać rozebrana za rządów Jerzego Dołgorukiego. Nowy sobór zbudowano w całości z białego kamienia, przyjmując za wzór sobór Zaśnięcia Matki Bożej w ławrze Peczerskiej w Kijowie. Obiekt był wzniesiony na planie czworoboku, z trzema cebulastymi kopułami.
W 1222 Latopis Laurentego podaje, iż na miejscu soboru zbudowanego za rządów Dołgorukiego zaczęto wznosić kolejną świątynię. Była to cerkiew na planie czworoboku z trzema przedsionkami, wsparta na rzędzie przypór, zdobiona zewnętrznie płaskorzeźbami z motywem masek, łuków i półkolumn. W 1225 prace budowlane zostały ukończone; w czasie poświęcenia obiektu biskup Symeon zmienił wezwanie cerkwi z Zaśnięcia na Narodzenia Matki Bożej. W 1233 we wnętrzu wykonano freski oraz położono terakotową podłogę. Wejście do przebudowanej świątyni prowadziło przez trzy bramy z ozdobnymi skrzydłowymi drzwiami, na których wypalono kwasem w blasze miedzianej, a następnie pozłocono sceny z Ewangelii.
W 1445 obiekt ucierpiał w czasie najazdu tatarskiego. Dopiero w 1530, z polecenia Wasyla III, rozebrane zostały zniszczone górne partie budynku, które następnie odbudowano i podwyższono. W miejsce trzech kopuł wzniesiono wówczas pięć takich konstrukcji. W 1634 na polecenie biskupa suzdalskiego Serapiona we wnętrzu wykonano nowy zespół malowideł ściennych oraz dobudowano do głównej bryły budynku kaplicę Świętych Teodora i Jana.
Sobór pozostawał czynną świątynią do lat 30. XX wieku. Jeszcze w 1938 rozpoczęto w nim prace konserwatorskie i archeologiczne, do lat 60. XX wieku dokonano również przebudowy, która przywróciła obiektowi wygląd z XVI stulecia. Na ścianach soboru zostały odkryte fragmenty jego najstarszej, trzynastowiecznej dekoracji malarskiej, zaś w jego sąsiedztwie fundamenty cerkwi Zaśnięcia Matki Bożej wzniesionej przez Włodzimierza Monomacha. W 2005 obiekt został przywrócony do użytku liturgicznego.
W sąsiedztwie soboru znajduje się siedemnastowieczna dzwonnica, połączona gankiem z kompleksem pałacu biskupiego.
Razem z całym kompleksem Kremla suzdalskiego sobór został w 1992 wpisany na Listę Światowego Dziedzictwa UNESCO.
W soborze służył, przed przyłączeniem się do ruchu staroobrzędowego i wykluczeniem z Cerkwi, Nikita Dobrynin, jeden z najważniejszych teologów pierwszego pokolenia starowierców.
Obecnie katedrę można zwiedzać z osobistym certyfikowanym przewodnikiem i zobaczyć wszystkie zabytki.

## Galeria

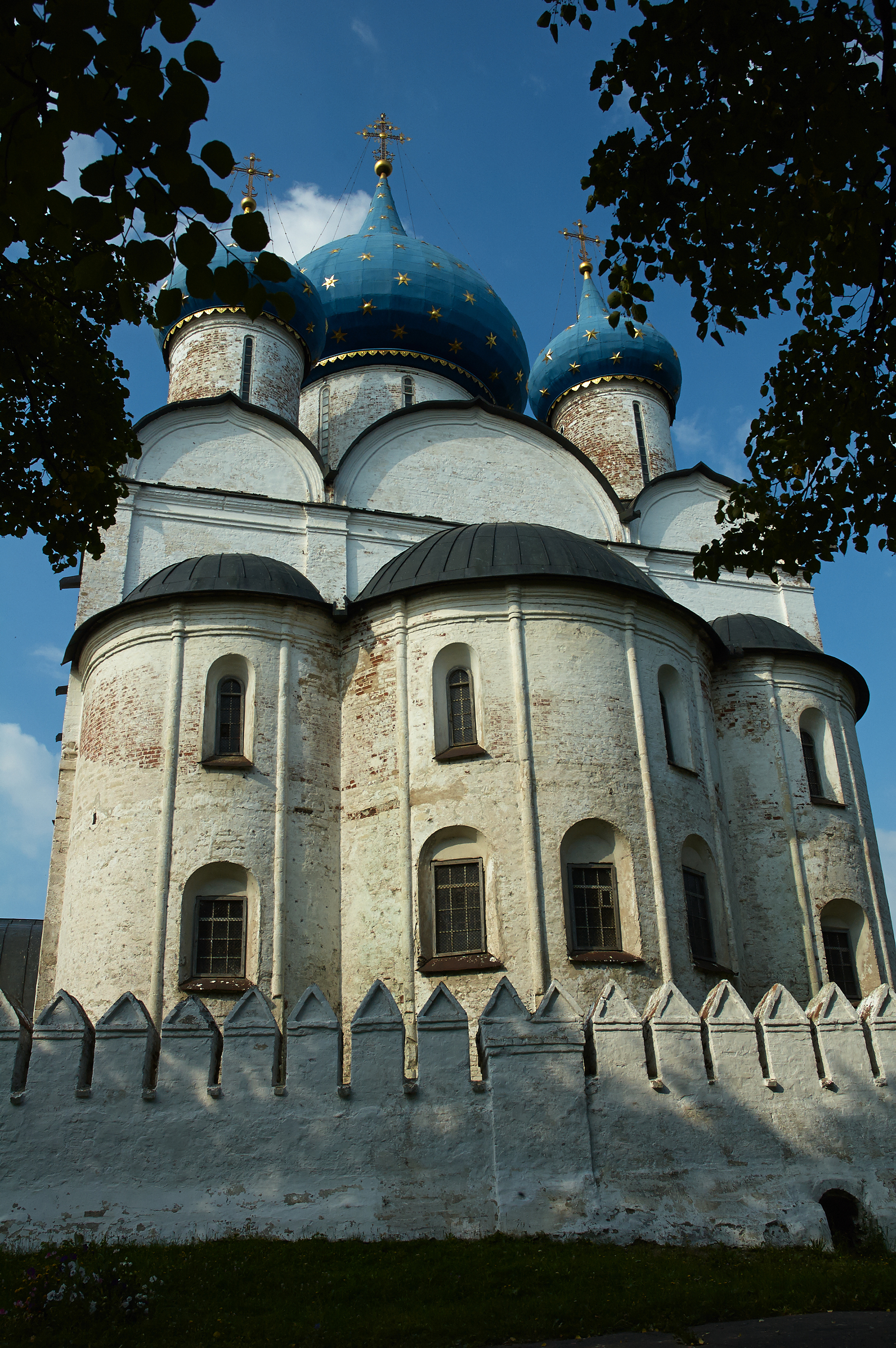
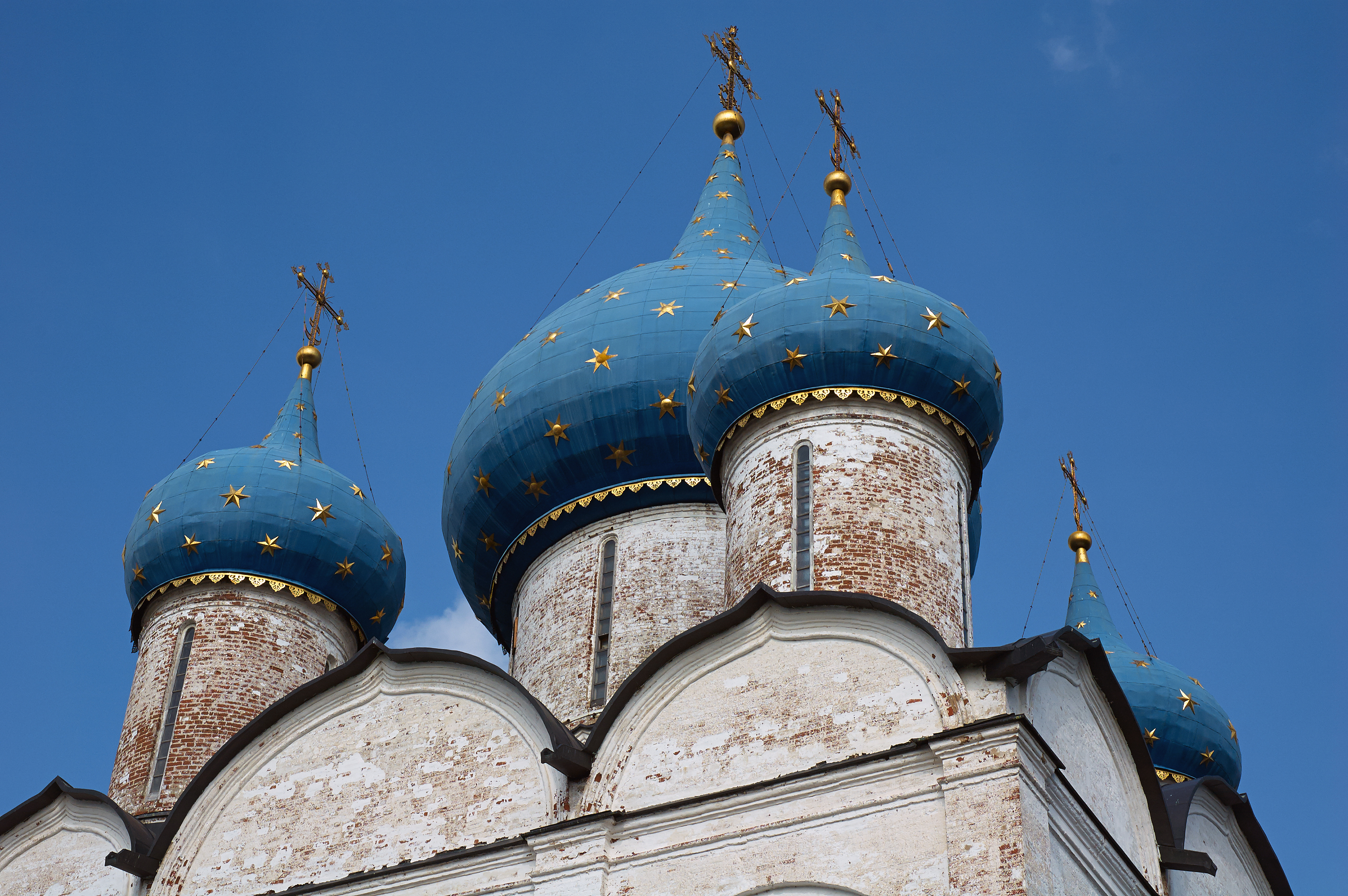
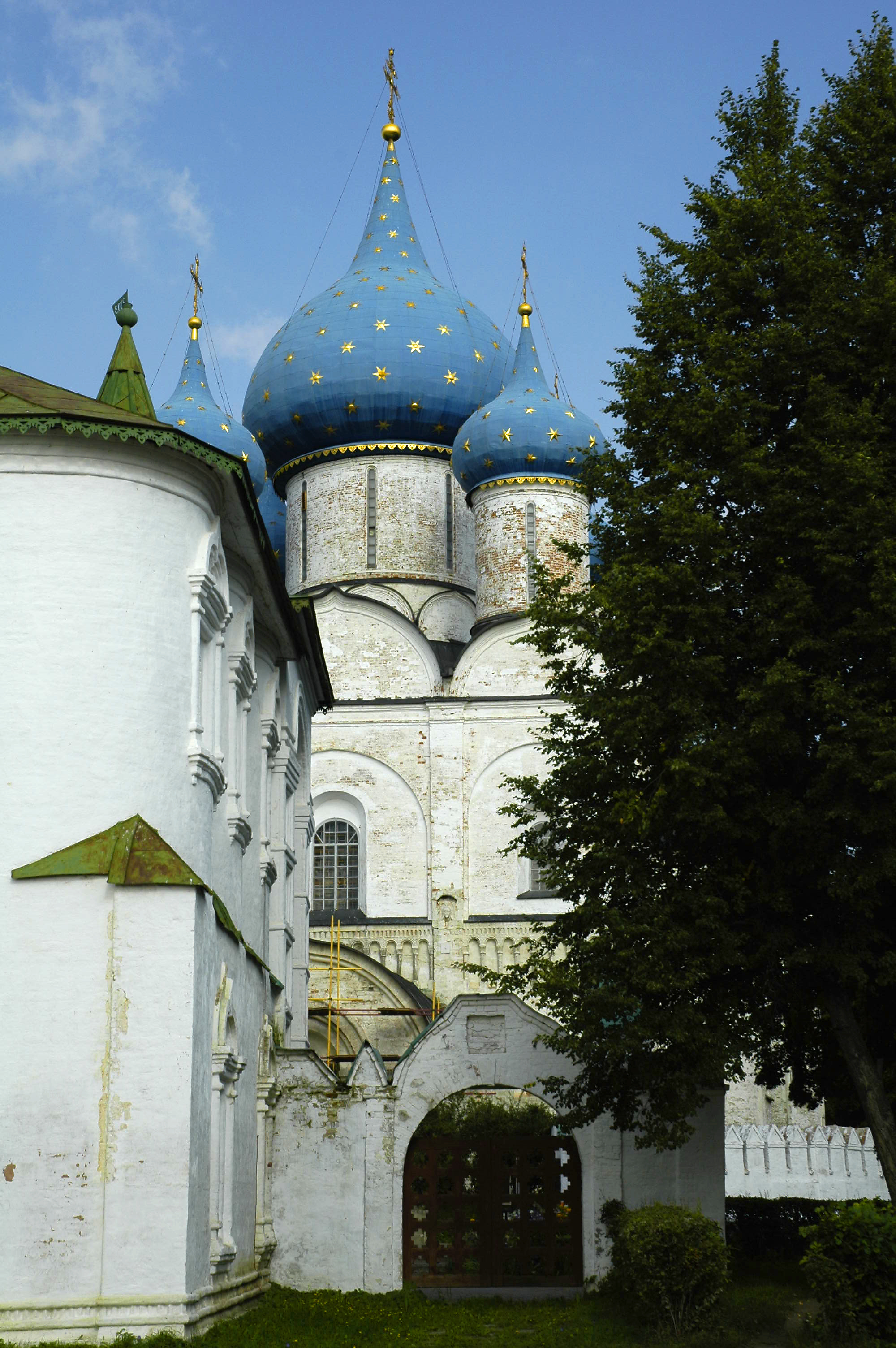
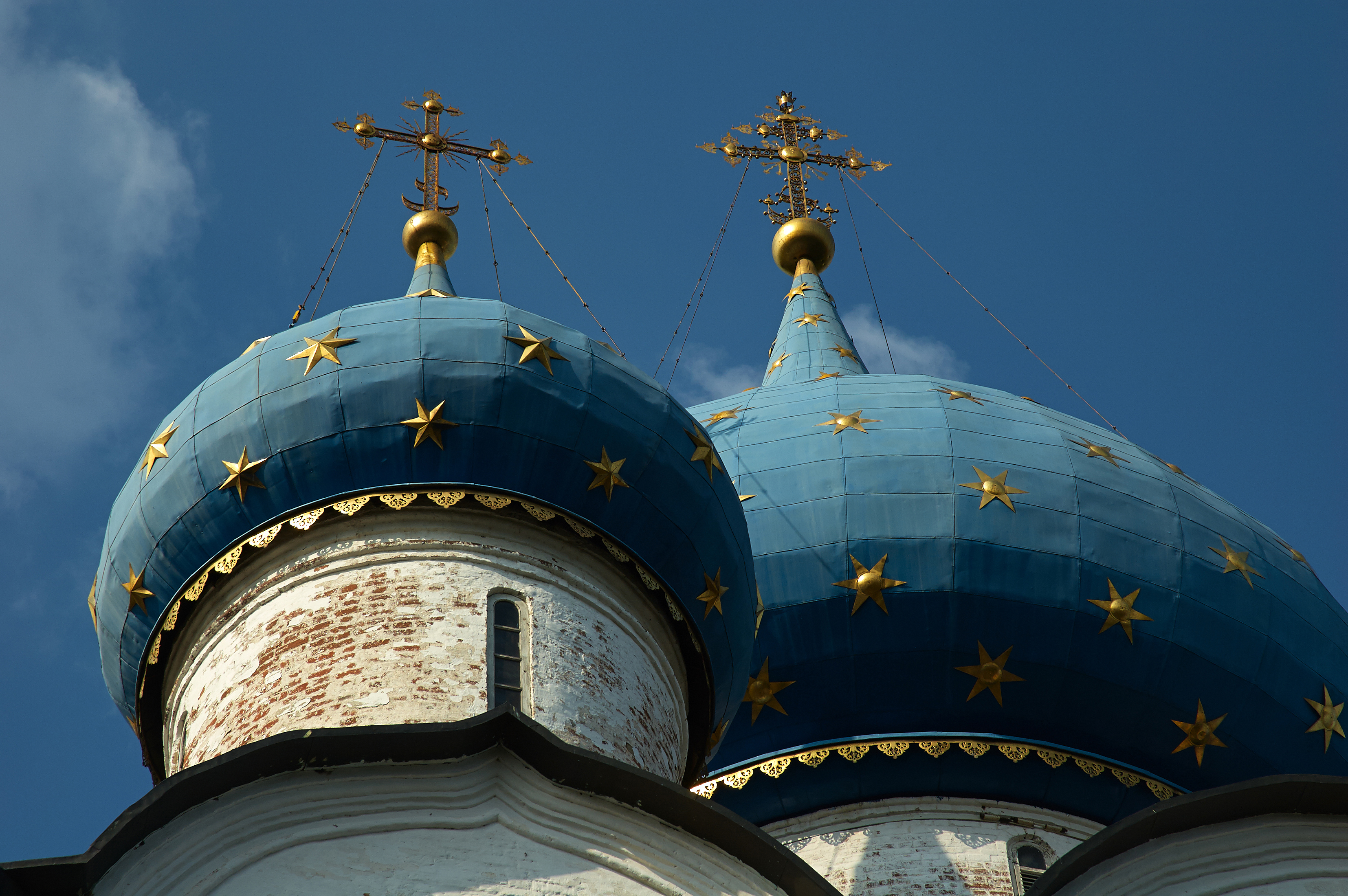
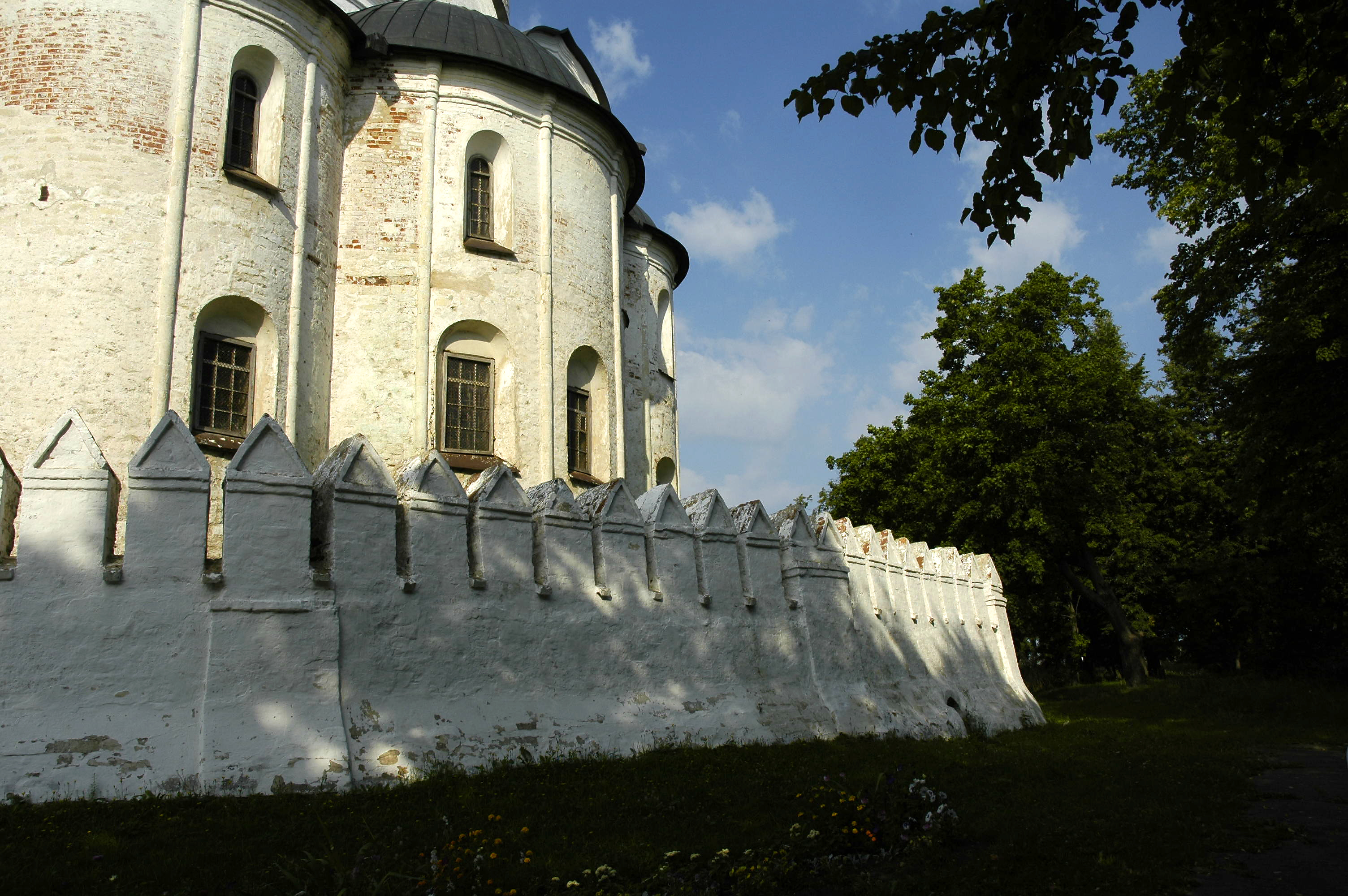